# Józef Piasecki (poseł)
Józef Piasecki (ur. ok. 1810, zm. 4 stycznia 1864) – poseł do Sejmu Krajowego Galicji I kadencji (1861–1863), właściciel dóbr Trzęsówka w powiecie Leżajsk.
Wybrany w I kurii obwodu Tarnów, z okręgu wyborczego Tarnów. Złożył mandat w 1863, wkrótce potem zmarł, na jego miejsce w tym samym roku wybrano Stanisława Starowieyskiego.